# 2000 aux échecs
Chronologie des échecs – Année 2000
| Années des échecs : 1997 - 1998 - 1999 - 2000 - 2001 - 2002 - 2003    |
| Décennies des échecs : 1970 - 1980 - 1990 - 2000 - 2010 - 2020 - 2030 |

## Événements majeurs
- Novembre : Championnat du monde  (classique) Kasparov-Kramnik à Londres au meilleur des 16 parties – Vladimir Kramnik prend le meilleur sur Garry Kasparov
- 28 oct/12 novembre : 34e olympiade d’Istanbul
  - Classement masculin : 1er Russie, 2e Allemagne, 3e Ukraine
  - Classement féminin : 1er Chine, 2e Géorgie, 3e Russie
- 25 nov/27 décembre : Championnat du monde FIDE à New Delhi, puis Téhéran où Anand bat en finale Alexeï Chirov
- 25 nov/27 décembre : Championnat du monde féminin : Xie Jun bat K.Qin 2,5-1,5[1].
- 3/14 juillet : premier championnat d’Europe à Saint-Vincent : Tregoubov vainqueur au départage
- 25 nov/3 décembre : la France remporte la Mitropa Cup à Charleville-Mézières

## Tournois et opens

### 1ertrimestre
- 27 décembre-5 janvier : Short vainqueur du tournoi de Pampelune (catégorie 15)
- 4-12 janvier : Sutovsky remporte le Festival de Hastings
- 9 janvier : Tournoi blitz de Varsovie – double rondes – victoire de Anand 17,5/22
- 15-30 janvier : au Corus de Wijk-ann-Zee (catégorie 18), nette victoire de Kasparov 9,5/13 devant Kramnik, Leko et Anand deuxième ex aequo avec 8/13 – Le tournoi B (catégorie 11) est remporté par Tiviakov
- Janvier : open de Bale à élimination directe. En finale Cvitan bat A.Sokolov
- Janvier : open d’Aubervilliers en parties rapides est remporté par Kr.Gueorguiev et Chtchekatchev
- 25 février-10 mars : Tournoi de Linares (catégorie 21) double ronde :
  - 1er ex aequo : Kramnik et Kasparov 6/10, 2e ex aequo: Leko, Khalifman, Anand et Chirov 4,5/10
- Février : l’open de Cappelle-la-Grande est gagné par Youri Krouppa (vainqueur au départage) et Milos 7,5/9
- 19-22 Février : Tournoi de Cannes à élimination directe (semi-rapides) – en finale Tkatchiev bat Stanislav Savtchenko
- Février : Van Wely remporte l’open de Dordrecht en blitz 24/34
- 3-15 mars : Au tournoi de Shangaï (catégorie 13), victoire de Krasenkow et Ye Jiangchuan 10,5/13
- 4-17 mars : Mémorial Ciocâltea à Bucarest – vainqueur : Viorel Iordăchescu 9/13
- 16-28 mars : Tournoi Melody Amber à Monaco (catégorie 18) - double ronde (rapide et en aveugle) – Chirov l’emporte 15/22, devant Ivantchuk, Kramnik et Topalov ex aequo

### 2etrimestre
- 6/7 avril : Tournoi de Bordeaux (rapides à élimination directe) – en finale Adams bat Lautier
- 21/24 avril : Adams gagne le tournoi Redbus de Londres
- Avril : à l’open de Metz, Bauer et Galkine se partagent la victoire
- 22 avril/2 mai : le tournoi de Bali (catégorie 16) est remporté par Judit Polgar 6,5/9 devant Karpov et Khalifman 6/9
- 6/7 mai : Chirov gagne le Grand Prix du Sénat (rapide à élimination directe)
- 7/19 mai : Van Wely gagne le tournoi de Rotterdam 8,5/11
- 5/11 mai : Smirine gagne l’open de New-York 7,5/9
- 12/22 mai : Tournoi de Lvov (Ukraine) – catégorie 17 – double rondes. Victoire de Ivantchuk 7/10 devant Krasenkow 6/10 et Beliavski 5/10
- 17/29 mai : Tournoi de Sarajevo (catégorie 19) – victoire de Kasparov 8,5/11, devant Adams et Chirov 8/11
- 23/29 mai : Judit Polgar remporte le tournoi quadrangulaire de Malmoe (catégorie 15)
- Mai : Tournoi des jeunes maîtres à Lausanne – en finale, Grichtchuk bat Ponomariov
- 3/5 juin : Anand remporte le tournoi quadrangulaire de Léon
- 22/25 juin : Tournoi de Francfort en parties rapides, double rondes (catégorie 21)

1. Anand 7,5/10
2. Kasparov 6/10
3. Kramnik 5/10
4. Chirov 4,5/10
5. Leko et Morozevich 3,5/10

Le tournoi B (catégorie 17) est remporté par Adams devant Ivantchuk
- 24 juin/1er juillet : Victoire de Lautier et I.Sokolov à l’open de La Palma (Canaries) 7/9

### 3etrimestre
- 7-16 juillet : Tournoi de Dortmund (catégorie 16) – 1er Kramnik et Anand 6/9
- 29 juill-6 août : open de Cannes : Kazhgaleiev et Bauer se partage la 1re place
- 3-14 septembre : tournoi zonal qualificatif à Mondariz (Portugal) – système suisse -  Lautier 1er avec 8/11 devant Van Wely et Speelman 7,5/11
- 16-26 septembre : Tournoi de Buenos-Aires (catégorie 14)  - les vainqueurs sont Judit Polgar et Bologan 6,5/9

### 4etrimestre
- 13/21 octobre : tournoi quadrangulaire d’Essent à Hoogeveen (catégorie 16) remporté par Alexander Khalifman 5,5/6
- octobre : open de parties rapides d’Autun : 1er Viktor Bologan et Epichine 8/9
- novembre : Tournoi du Cap d'Agde en parties rapides : en finale, Mikhaïl Gourevitch bat Anatoli Karpov
- décembre : open de Bastia : en finale Viswanathan Anand bat Drazic
- décembre : open de Nice : victoire de Chtchekatchev au départage

## Matches amicaux
- 3/9 janvier : à Budapest, Leko bat Khalifman 4,5-1,5 (+3 -0 =3)
- Février : à Cannes le match Étienne Bacrot – Anatoli Karpov se termine 3-3
- Avril : à Guangzhou (Chine) Karpov bat en match la championne Xe Jun 4-2
- 27 juin/2 juillet : match à Szeged (Hongrie) – Almasi bat Bacrot 3,5-2,5
- 10/15 octobre : match à Albert, Nigel Short contre Étienne Bacrot 4-2

## Championnats continentaux
| Compétition                              | Champion mixte | Championne |
| ---------------------------------------- | -------------- | ---------- |
| Championnat d'Afrique d'échecs           |                |            |
| Championnat d'Asie d'échecs              |                |            |
| Championnat d'Amérique d'échecs          |                |            |
| Championnat d'Europe d'échecs individuel |                |            |
| Championnat d'Océanie d'échecs           |                |            |
| Championnat d'Océanie d'échecs senior    |                |            |

## Championnats nationaux
- Argentine : Ariel Sorin remporte le championnat[2],[3]. Chez les femmes, Carolina Luján[4] s’impose.
- Autriche : Nikolaus Stanec remporte le championnat[5],[6]. Chez les femmes, Sonja Sommer s’impose[7].
- Belgique : Vladimir Chuchelov remportent le championnat[8]. Chez les femmes, Irina Gorshkova s’impose[9].
- Brésil: Giovanni Vescovi remporte le championnat[10]. Chez les femmes, c’est Tatiana Kaawar Ratcu qui s’impose.
- Canada : Pas de championnat[11]. Chez les femmes non plus[12].
- Chine :  Liang Jinrong remporte le championnat[13]. Chez les femmes, Wang Lei s’impose.
- Écosse : AJ Norris et John K Shaw remportent le championnat[14].
- Espagne : Ángel Martín González remporte le championnat[15]. Chez les femmes, c’est Mónica Calzetta qui s’impose[16].
- États-Unis : Joel Benjamin, Alexander Shabalov et Yasser Seirawan remporte le championnat[17]. Chez les femmes, Elina Groberman et Camilla Baginskaite s’imposent[18].
- Finlande: A. Holmsten remporte le championnat[19].
- France : Étienne Bacrot remporte le championnat [20]. Chez les femmes, Marie Sebag s’impose[21]. Et en juillet, Stanislav Savtchenko gagne l’open FIDE du championnat de Paris.

- Grèce : Hristos Banikas[22]
- Guatemala : Carlos Armando Juárez[23]
- Honduras : José Antonio Guillén[24]

- Inde : Abhijit Kunte remporte le championnat[25].
- Iran (calendrier persan : 1379) : Ehsan Ghaem-Maghami remporte le championnat[26].
- Kosovo : Naim Sahitaj[27]

- Japon: Akira Watanabe remporte le championnat[28].

- Pays-Bas : Loek van Wely remporte le championnat [29]. Chez les femmes, c’est Zhaoqin Peng[30] qui s’impose.
- Pologne : Michal Krasenkow remporte le championnat[31].
- Portugal : Chez les femmes, Catarina Leite[32]
- Roumanie: Chez, les femmes, Corina-Isabela Peptan remporte le championnat[33]
- Royaume-Uni : Julian Hodgson remporte le championnat[34].
- Russie : Sergueï Volkov remporte le championnat[35] ; Ekaterina Kovalevskaïa[36] remporte le championnat russe féminin.
- Suisse : Yannick Pelletier remporte le championnat [37]. Chez les dames, c’est Evi Grünenwald-Reiner qui s’impose[38].
- Ukraine : Vladimir Rogovski remporte le championnat[39],[40]. Chez les femmes, Katerina Rohonyan s’impose[41].
- Viêt Nam : Tu Huang Tong remporte le championnat[42].
- RF Yougoslavie : Zlatko Ilincic remporte le championnat[43],[44]. Chez les femmes, Svetlana Proudnikova s’impose.

## Divers
- Classement ELO au 1er janvier

| 1er | Garry Kasparov       | 2851 |
| 2e  | Viswanathan Anand    | 2769 |
| 3e  | Vladimir Kramnik     | 2758 |
| 4e  | Alexeï Chirov        | 2751 |
| 5e  | Alexander Morozevich | 2748 |
| 6e  | Peter Leko           | 2725 |
| 7e  | Gata Kamsky          | 2717 |
| 8e  | Michael Adams        | 2715 |
| 9e  | Evgeny Bareev        | 2709 |
| 10e | Vasily Ivanchuk      | 2709 |

Chez les féminines
| 1er | Judit Polgar         | 2658 |
| 2e  | Maia Tchibourdanidzé | 2545 |
| 3e  | Xie Jun              | 2542 |

## Naissances
- Jeffery Xiong

## Nécrologie
- En 2000 : Max Arie Wotulo (en), Evelina Trojanska (en), César Muñoz (en)
- 6 janvier : Alekseï Vyjmanavine
- 25 janvier : Folke Ekström, deux fois champion de Suède.
- 5 février : George Koltanowski à 96 ans.
- 11 février : Ruth Cardoso (en)
- 5 mars : Daniel Yanofsky à 75 ans, 8 fois champion du Canada.
- 22 mars : Ernst Stöckl (en)
- 3 avril : Milko Bobotsov
- 13 avril : Aïvars Gipslis, 12 fois champion de Lettonie.
- 24 avril : Arthur Dake
- En mai : Ernesto Palacios de la Prida (en)
- 6 mai : Eleazar Jiménez à 71 ans, cinq fois champion de Cuba.
- 6 juin : Alexander Kiprov (en)
- 27 juin : Gerhard Pfeiffer
- 2 juillet : Anatoli Oufimtsev, 10 fois champion du Kazakhstan, et Georgi Tringov, trois fois champion de Bulgarie.
- 21 juillet : Vladimir Baguirov
- 6 août : Raúl Sanguineti
- 19 septembre : Karl Robatsch
- 24 septembre : Jaan Eslon (en)
- 4 décembre : Gisela Gresser
- 30 décembre : Isakas Vistaneckis (en)